# 川平謙慈
川平 謙慈（かびら けんじ、Ken G Kabira、1960年6月16日 - ）は、日本とアメリカ合衆国で活動する実業家。沖縄県出身。

## 人物
琉球放送アナウンサー川平朝清の次男として出生。兄にフリーアナウンサーのジョン・カビラ、弟に俳優・タレントの川平慈英がいる。朝清、伯父の川平朝申は伊江御殿支流向氏伊江殿内の家系であり末裔に当たる。
1979年、アメリカ合衆国ヘストンカレッジに留学、卒後の1981年に現地のプレビュー病院の看護助手、更にその後シカゴ大学（1985年卒）→同大学経営大学院（1992年卒）に進学。1994年、シリアルメーカー・ケロッグのアメリカ本部入社、2001年にはワシントン州のマーケッティングコンサルタントの資格取得。2003年、ハンバーガー・ファーストフードチェーン店・マクドナルドの在日法人「日本マクドナルド」マーケティング本部長となり、テレビCMの宣伝においての賞を受賞するなど業績回復に努めた。2006年、アメリカのNPO法人のマーケティング・経営コンサルタント専門会社「Lipman Hearne（リップマン・ハーネ）」副社長。